# Fort Buckley
Koordinaten: 41° 15′ 38,5″ S, 174° 47′ 16,4″ O
Fort Buckley ist eine Befestigungsanlage in der Barnard Street im Ortsteil Wadestown oberhalb des Fährterminals des Interislanders in der neuseeländischen Stadt Wellington. Das Grundstück ist im Eigentum des Wellington City Council und von New Zealand Historic Places Trust unter der Nummer 7544 als „Historic Place“ der Kategorie 1 registriert.
Das Fort entstand aus Furcht vor einer vermeintlichen russischen Invasion in Neuseeland (Russian scare) der 1870er und 1880er Jahre und wurde 1885 in großer Eile aus Erde gebaut. Das Munitionslager war eine mit Erde und Schotter geschützte Balkenkonstruktion. Die Anlage nahm zwei gezogene 64-Pfünder Vorderlader mit einer Reichweite von etwa 3 km auf, die von der Regierung bereits 1878 in der ersten Phase der „Russian Scare“ bestellt worden waren. Bereits ein Jahr nach dem Bau wurden die Geschützstellungen mit Beton verstärkt.
Ab 1893 wurde die Batterie nur mehr zu Trainingszwecken genutzt, da die Kanonen mittlerweile veraltet waren. 1904 wurde das Fort offiziell außer Dienst gestellt, fünf Jahre später wurden die Kanonen abgebaut und als Ausstellungsstücke im Palmerston North Park ausgestellt.
Im Zweiten Weltkrieg wurde auf dem Gelände eine Flugabwehrkanone installiert. Nach dem Krieg verfiel die Anlage. Die zwei Geschützstellungen sind gut erhalten, die Flakstellung ist nur noch wenig zu erkennen.
1989 kam es zu Auseinandersetzungen zwischen der Stadt Wellington und Land Information New Zealand um Eigentum und Verwaltung des Grundstückes. Diese gingen 2001 zugunsten der Stadt aus, das Gelände ist seitdem ein von der Highland Park Progressive Association verwaltetes Erholungsgebiet.
Die Anlage ist eine von 21 der historisch bedeutsamsten Küstenbefestigungen Neuseelands und eine der am besten im Originalzustand erhaltenen aus der Frühphase des Befestigungsbaues während der Russian Scare. Sie war die erste Anlage zum Schutz des Hafens der Hauptstadt und die erste betriebsbereite Küstenbefestigung des Landes. Damit demonstrierte sie auch die militärische Eigenständigkeit Neuseelands gegenüber Großbritannien.